# Shurikenjutsu

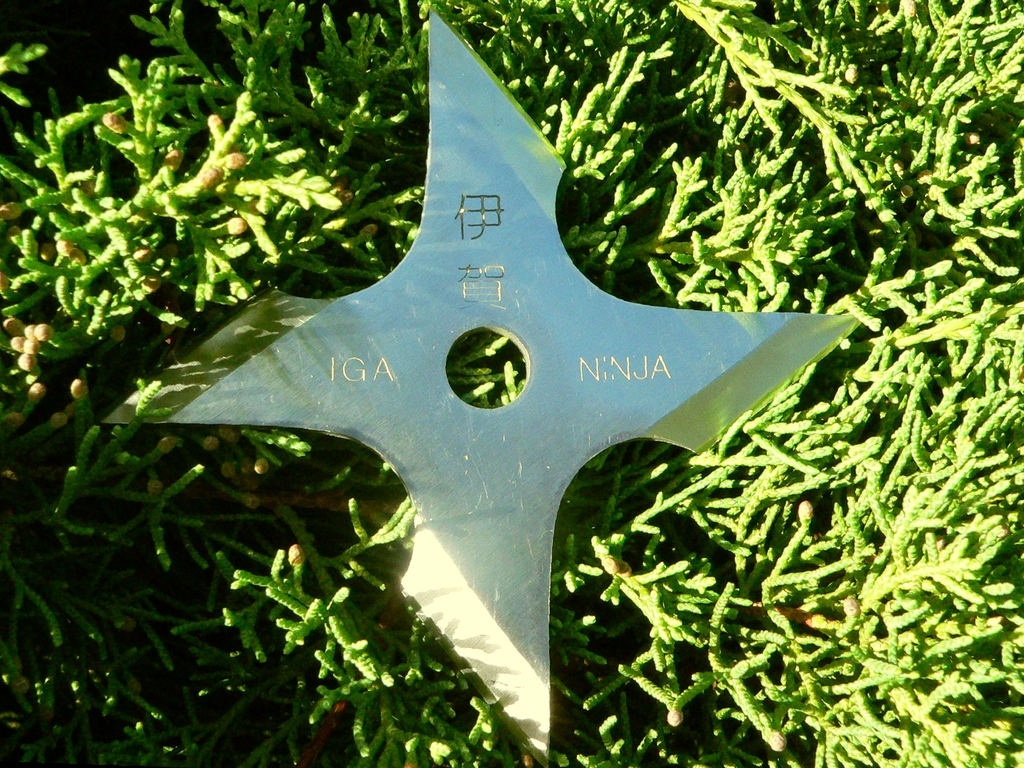
Hira shuriken ofwel werpster

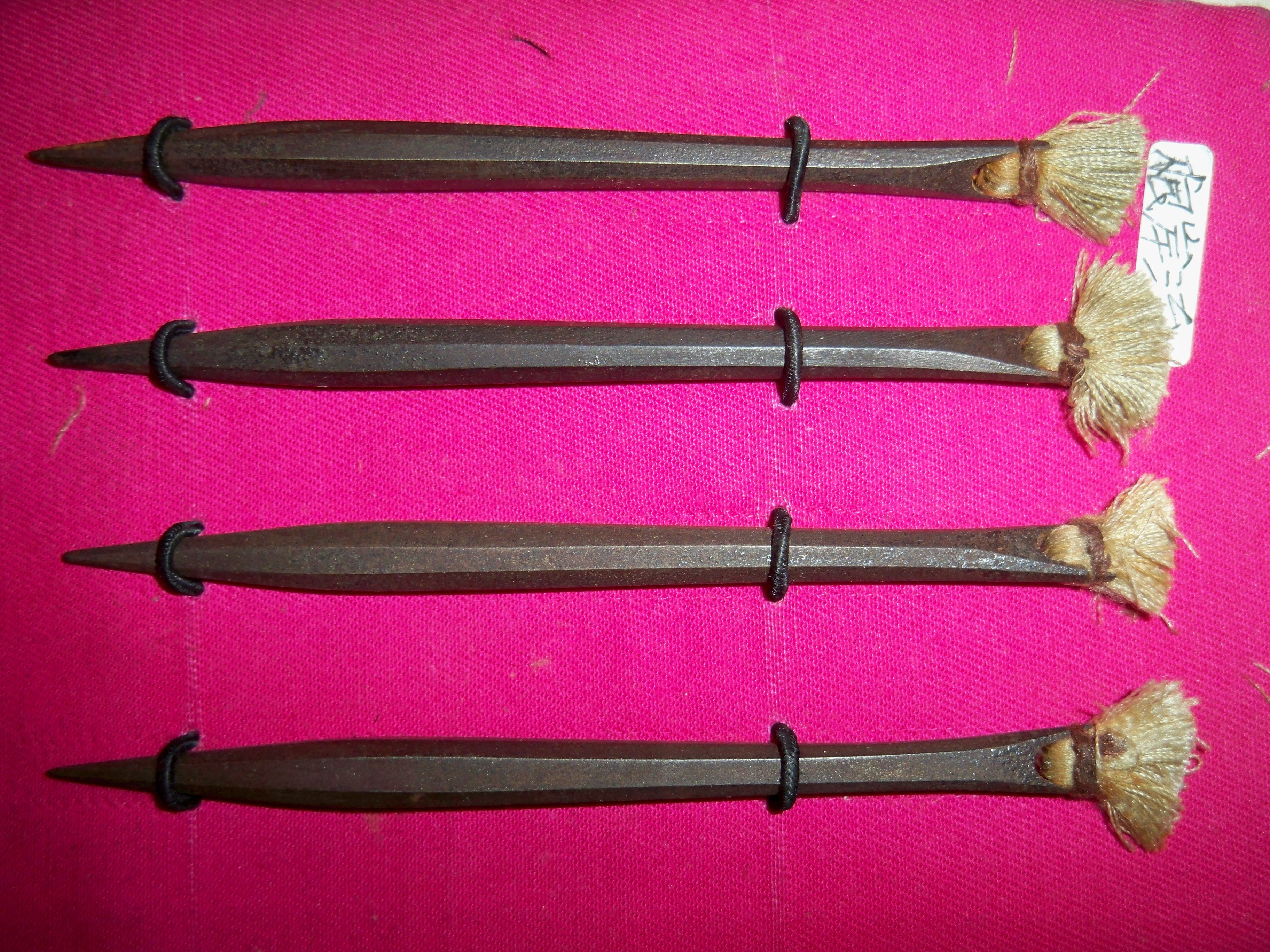
Bo shuriken

Shuriken-jutsu of Shuriken-do is de term waarmee de Japanse Shuriken-werptechnieken wordt beschreven. Shuriken zijn kleine hand-werpwapens, waarvan de hira shuriken of werpster het meest bekend is.
Shuriken-jutsu werd meestal naast de hoofdopleiding van een algemeen vechttechniek onderwezen, en niet als op zichzelfstaande opleiding.
Naast de hierboven vermelde hira shuriken worden als wapens ook metalen pinnen (bo shuriken) en korte messen (tantō) gebruikt, waarmee ook kon worden geworpen. De bo shuriken zijn meestal vierkant, maar ronde en achtkantige pinnen komen ook voor. De lengte van de pinnen is 16 cm met een gewicht van zo'n 50 gram. De hira-shuriken werpster heeft meestal vier of acht punten, een diameter van 11 cm en is minder dan 2 mm dik.